# 酒井良太
酒井 良太（さかい りょうた、1985年7月22日 - ）は日本で活動するミュージカル俳優である。千葉県船橋市出身。Grue所属。

## 来歴
キャッツ観劇をきっかけに劇団四季を目指し中学2年の時からバレエを始め、高校卒業時に劇団四季研究生オーディションを受けるが不合格となった。高校卒業後は昭和音楽芸術学院に進学し、卒業後の2007年に47期生として劇団四季研究所へ入所した。同年8月7日のジーザス・クライスト・スーパースターエルサレム・バージョンのアンサンブル初舞台出演を果たし、2015年に開幕したアラジンではイアーゴ役のオリジナルキャストとして出演している。
2017年末、11年間活躍していた劇団四季を退団。
2019年からはGrueに所属し、その後もミュージカルにこだわらず活躍中。

## 人物
船橋市出身で千葉ロッテマリーンズの大ファンである。

## 主な出演作品
- ジーザス・クライスト・スーパースター - アンサンブル
- 人間になりたがった猫 - アンサンブル
- ライオンキング - アンサンブル
- ユタと不思議な仲間たち - 新太
- 嵐の中の子どもたち - ハッチ
- アラジン（2016年） - イアーゴ